# Liste des épisodes de South Park

South Park est une série télévisée d'animation américaine créée par Trey Parker et Matt Stone. Elle est née d'un court métrages d'animation sous le titre L'Esprit de Noël, qui a ensuite donné naissance à la série. Le premier épisode de la série, Cartman a une sonde anale, a été diffusé sur la chaîne américaine Comedy Central le 13 août 1997. En 1999, le premier long métrage de la série, South Park, le film est sorti dans les salles.
En 2012, Comedy Central a signé un accord avec les créateurs prévoyant la production de cinq saisons supplémentaires, soit vingt saisons au total jusqu'en 2016. En 2015, la série a été renouvelée par Comedy Central pour trois saisons de plus soit jusqu’à la saisons 23, en 2020, Comedy Central a encore renouvelé la série pour 3 saisons jusqu’à la saisons 26, Le 5 août 2021, Comedy Central a annoncé que Parker et Stone avaient signé un contrat de 900 millions de dollars pour étendre la série jusqu'en 2027 à la saison 30 et 14 téléfilms exclusivement sur Paramount+.
328 épisodes de South Park ont été diffusés à ce jour. Les épisodes sont classés par ordre de production, ce qui ne correspond pas toujours à l'ordre de leur diffusion. Dans la liste qui suit, le terme « Série No » renvoie au numéro de l'épisode de la série globale alors que « Saison # » renvoie au numéro de l'épisode de la saison.
La saison 24 est la saison la plus courte de la série avec seulement 4 épisodes, épisodes compensés par leur longueur de 1 heure.

## Panorama des saisons
| Saison | Saison | Nombre d'épisodes | Diffusion         | Diffusion        | Sortie en DVD     | Sortie en DVD     | Sortie en DVD     | Sortie en Blu-ray | Sortie en Blu-ray | Sortie en Blu-ray |
| Saison | Saison | Nombre d'épisodes | Début de saison   | Fin de saison    | Région 1          | Région 2          | Région 4          | Région A          | Région B          |                   |
| ------ | ------ | ----------------- | ----------------- | ---------------- | ----------------- | ----------------- | ----------------- | ----------------- | ----------------- | ----------------- |
|        | 1      | 13                | 13 août 1997      | 25 février 1998  | 12 novembre 2002  | 22 octobre 2007   | 4 octobre 2007    | NC                | NC                |                   |
|        | 2      | 18                | 1er avril 1998    | 20 janvier 1999  | 3 juin 2003       | 22 octobre 2007   | 4 octobre 2007    | NC                | NC                |                   |
|        | 3      | 17                | 7 avril 1999      | 12 janvier 2000  | 16 décembre 2003  | 17 mars 2008      | 20 mars 2008      | NC                | NC                |                   |
|        | 4      | 17                | 7 avril 2000      | 20 décembre 2000 | 29 juin 2004      | 17 mars 2008      | 20 mars 2008      | NC                | NC                |                   |
|        | 5      | 14                | 20 juin 2001      | 12 décembre 2001 | 22 février 2005   | 22 octobre 2007   | 5 mars 2009       | NC                | NC                |                   |
|        | 6      | 17                | 6 mars 2002       | 11 décembre 2002 | 11 octobre 2005   | 17 mars 2008      | 7 mai 2009        | NC                | NC                |                   |
|        | 7      | 15                | 19 mars 2003      | 17 décembre 2003 | 21 mars 2006      | 16 juin 2008      | 4 mars 2010       | NC                | NC                |                   |
|        | 8      | 14                | 17 mars 2004      | 15 décembre 2004 | 29 août 2006      | 15 septembre 2008 | 1er avril 2010    | NC                | NC                |                   |
|        | 9      | 14                | 9 mars 2005       | 7 décembre 2005  | 6 mars 2007       | 2 février 2009    | 6 mai 2010        | NC                | NC                |                   |
|        | 10     | 14                | 22 mars 2006      | 15 novembre 2006 | 21 août 2007      | 6 avril 2009      | 4 octobre 2007    | NC                | NC                |                   |
|        | 11     | 14                | 7 mars 2007       | 14 novembre 2007 | 12 août 2008      | 22 juin 2009      | 9 octobre 2008    | NC                | NC                |                   |
|        | 12     | 14                | 12 mars 2008      | 19 novembre 2008 | 10 mars 2009      | 19 octobre 2009   | 30 septembre 2009 | 10 mars 2009      | 25 mai 2009       |                   |
|        | 13     | 14                | 11 mars 2009      | 18 novembre 2009 | 16 mars 2010      | 27 septembre 2010 | 5 octobre 2010    | 16 mars 2010      | 29 mars 2010      |                   |
|        | 14     | 14                | 17 mars 2010      | 17 novembre 2010 | 26 avril 2011     | 19 septembre 2011 | 6 août 2012       | 26 avril 2011     | NC                |                   |
|        | 15     | 14                | 27 avril 2011     | 16 novembre 2011 | 27 mars 2012      | 2 juillet 2012    | 11 août 2012      | 27 mars 2012      | NC                |                   |
|        | 16     | 14                | 14 mars 2012      | 7 novembre 2012  | 24 septembre 2013 | 28 octobre 2013   | 18 septembre 2013 | 24 septembre 2013 | NC                |                   |
|        | 17     | 10                | 25 septembre 2013 | 11 décembre 2013 | 16 septembre 2014 | 27 octobre 2014   | 17 septembre 2014 | 16 septembre 2014 | NC                |                   |
|        | 18     | 10                | 24 septembre 2014 | 10 décembre 2014 | 6 octobre 2015    | NC                | NC                | 6 octobre 2015    | NC                |                   |
|        | 19     | 10                | 16 septembre 2015 | 9 décembre 2015  | NC                | NC                | NC                | NC                | NC                |                   |
|        | 20     | 10                | 14 septembre 2016 | 7 décembre 2016  | NC                | NC                | NC                | NC                | NC                |                   |
|        | 21     | 10                | 13 septembre 2017 | 6 décembre 2017  | NC                | NC                | NC                | NC                | NC                |                   |
|        | 22     | 10                | 26 septembre 2018 | 12 décembre 2018 | NC                | NC                | NC                | NC                | NC                |                   |
|        | 23     | 10                | 25 septembre 2019 | 11 décembre 2019 | NC                | NC                | NC                | NC                | NC                |                   |
|        | 24     | 2                 | 30 septembre 2020 | 10 mars 2021     | NC                | NC                | NC                | NC                | NC                |                   |
|        | SP     | 2                 | 25 novembre 2021  | 16 décembre 2021 | NC                | NC                | NC                | NC                | NC                |                   |
|        | 25     | 6                 | 2 février 2022    | 16 mars 2022     | NC                | NC                | NC                | NC                | NC                |                   |
|        | SP     | 2                 | 1er juin 2022     | 13 juillet 2022  | NC                | NC                | NC                | NC                | NC                |                   |
|        | 26     | 6                 | 8 février 2023    | 29 mars 2023     | NC                | NC                | NC                | NC                | NC                |                   |
|        | SP     | 3                 | 27 octobre 2023   | 24 mai 2024      | NC                | NC                | NC                | NC                | NC                |                   |
|        | 27     | 10                | 23 juillet 2025   | NC               | NC                | NC                | NC                | NC                | NC                |                   |

## Courts métrages (1992 et 1995)
- L'Esprit de Noël (Jésus contre Frosty) (The Spirit of Christmas (Jesus vs. Frosty))
- L'Esprit de Noël (Jésus contre le Père Noël) (The Spirit of Christmas (Jesus vs. Santa))

## Liste des épisodes

### Saison 1 (1997-1998)
| No | #  | Titre français                                                                                                 | Titre original                  | Première diffusion | Code de production |
| -- | -- | --- | ------------------------------- | ------------------ | ------------------ |
| 1  | 1  | Cartman a une sonde anale                                                                                      | Cartman Gets an Anal Probe      | 13 août 1997       | 101                |
| 2  | 2  | Muscle Plus 4000                                                                                               | Weight Gain 4000                | 20 août 1997       | 102                |
| 3  | 3  | Volcano | Volcano                         | 27 août 1997       | 103                |
| 4  | 4  | Une promenade complètement folle avec Al Super Gay Une promenade complètement folle avec Big Gay Al's (Québec) | Big Gay Al Big Gay Boat Ride    | 3 septembre 1997   | 104                |
| 5  | 5  | Un éléphant fait l'amour à un cochon                                                                           | An Elephant Makes Love to a Pig | 10 septembre 1997  | 105                |
| 6  | 6  | La Mort | Death                           | 17 septembre 1997  | 106                |
| 7  | 7  | Conjonctivite                                                                                                  | Pink Eye                        | 29 octobre 1997    | 107                |
| 8  | 8  | Le Petit Éthernopien                                                                                           | Starvin' Marvin                 | 19 novembre 1997   | 109                |
| 9  | 9  | Monsieur Hankey, le petit caca Noël                                                                            | Mr. Hankey, the Christmas Poo   | 17 décembre 1997   | 110                |
| 10 | 10 | Damien | Damien                          | 4 février 1998     | 108                |
| 11 | 11 | Chirurgie esthétique                                                                                           | Tom's Rhinoplasty               | 11 février 1998    | 111                |
| 12 | 12 | Mecha Streisand                                                                                                | Mecha-Streisand                 | 18 février 1998    | 112                |
| 13 | 13 | La mère de Cartman est une folle du cul (partie 1)                                                             | Cartman's Mom Is a Dirty Slut   | 25 février 1998    | 113                |

### Saison 2 (1998-1999)
| No | #  | Titre français                                              | Titre original                                 | Première diffusion | Code de production |
| -- | -- | ----------------------------------------------------------- | ---------------------------------------------- | ------------------ | ------------------ |
| 14 | 1  | Jamais sans mon anus                                        | Terrance and Phillip in Not Without My Anus    | 1er avril 1998     | 201                |
| 15 | 2  | La mère de Cartman est toujours une folle du cul (partie 2) | Cartman's Mom Is Still a Dirty Slut            | 22 avril 1998      | 202                |
| 16 | 3  | Le Zizi de Ike                                              | Ike's Wee Wee                                  | 20 mai 1998        | 204                |
| 17 | 4  | Le Charmeur de poules                                       | Chickenlover                                   | 27 mai 1998        | 203                |
| 18 | 5  | Le Fœtus siamo-maxillaire                                   | Conjoined Fetus Lady                           | 3 juin 1998        | 205                |
| 19 | 6  | La Grenouille mexicaine hypnotique du sud du Sri Lanka      | The Mexican Staring Frog of Southern Sri Lanka | 10 juin 1998       | 206                |
| 20 | 7  | La Ville au bord de l'éternité Flashbacks                   | City on the Edge of Forever Flashbacks         | 17 juin 1998       | 207                |
| 21 | 8  | L'été, ça craint                                            | Summer Sucks                                   | 24 juin 1998       | 208                |
| 22 | 9  | Boulettes de Chef au chocolat salé                          | Chef's Chocolate Salty Balls                   | 19 août 1998       | 209                |
| 23 | 10 | Varicelle                                                   | Chickenpox                                     | 26 août 1998       | 210                |
| 24 | 11 | Roger Ebert devrait manger moins gras                       | Roger Ebert Should Lay Off the Fatty Foods     | 2 septembre 1998   | 211                |
| 25 | 12 | La Garçonnière                                              | Clubhouses                                     | 23 septembre 1998  | 212                |
| 26 | 13 | Les Journées vaches                                         | Cow Days                                       | 30 septembre 1998  | 213                |
| 27 | 14 | Chef Aid                                                    | Chef Aid                                       | 7 octobre 1998     | 214                |
| 28 | 15 | Poisson sanglant                                            | Spookyfish                                     | 28 octobre 1998    | 215                |
| 29 | 16 | Joyeux Noël Charlie Manson !                                | Merry Christmas, Charlie Manson!               | 9 décembre 1998    | 216                |
| 30 | 17 | Les Gnomes voleurs de slips                                 | Gnomes                                         | 16 décembre 1998   | 217                |
| 31 | 18 | L'Homme des glaces                                          | Prehistoric Ice Man                            | 20 janvier 1999    | 218                |

### Saison 3 (1999-2000)
| No | #  | Titre français                                         | Titre original                              | Première diffusion | Code de production |
| -- | -- | ------------------------------------------------------ | ------------------------------------------- | ------------------ | ------------------ |
| 32 | 1  | Tropicale schtropicale                                 | Rainforest Shmainforest Choir Tour          | 7 avril 1999       | 301                |
| 33 | 2  | Combustion spontanée                                   | Spontaneous Combustion                      | 14 avril 1999      | 302                |
| 34 | 3  | La Maman de Chef                                       | The Succubus                                | 21 avril 1999      | 303                |
| 35 | 4  | Les Jakovasaures                                       | Jakovasaurs                                 | 16 juin 1999       | 305                |
| 36 | 5  | Tweek contre Craig                                     | Tweek vs Craig                              | 23 juin 1999       | 304                |
| 37 | 6  | Le Panda du harcèlement sexuel                         | Sexual Harassment Panda                     | 7 juillet 1999     | 306                |
| 38 | 7  | Orgie de chat (partie 1)                               | Cat Orgy                                    | 14 juillet 1999    | 307                |
| 39 | 8  | Deux hommes nus dans un jacuzzi (partie 2)             | Two Guys Naked in a Hot Tub Melvins         | 21 juillet 1999    | 308                |
| 40 | 9  | Les Scouts juifs (partie 3)                            | Jewbilee                                    | 28 juillet 1999    | 309                |
| 41 | 10 | Korn et le mystère mystérieux des pirates fantômes     | Korn's Groovy Pirate Ghost Mystery          | 27 octobre 1999    | 312                |
| 42 | 11 | Chinpokomon                                            | Chinpokomon                                 | 3 novembre 1999    | 310                |
| 43 | 12 | Les Comptines du singe batteur                         | Hooked on Monkey Fonics                     | 10 novembre 1999   | 313                |
| 44 | 13 | Éthernopiens dans l'espace                             | Starvin' Marvin in Space                    | 17 novembre 1999   | 311                |
| 45 | 14 | Médaille de connerie avec palme La Guerre de Sécession | The Red Badge of Gayness War                | 24 novembre 1999   | 314                |
| 46 | 15 | Les Chants de Noël de Monsieur Hankey                  | Mr. Hankey's Christmas Classics             | 1er décembre 1999  | 315                |
| 47 | 16 | Dieu es-tu là ? C'est Jésus à l'appareil               | Are You There God? It's Me, Jesus           | 29 décembre 1999   | 316                |
| 48 | 17 | Le Bruit marron                                        | World Wide Recorder Concert The Brown Noise | 12 janvier 2000    | 317                |

### Saison 4 (2000)
| No | #  | Titre français                                           | Titre original                        | Première diffusion | Code de production |
| -- | -- | -------------------------------------------------------- | ------------------------------------- | ------------------ | ------------------ |
| 49 | 1  | La Petite Fée des dents                                  | The Tooth Fairy Tats 2000             | 5 avril 2000       | 402                |
| 50 | 2  | L'Inqualifiable Crime de haine de Cartman                | Cartman's Silly Hate Crime 2000       | 12 avril 2000      | 401                |
| 51 | 3  | Timmy                                                    | Timmy 2000                            | 19 avril 2000      | 404                |
| 52 | 4  | Quintuplés contorsionnistes                              | Quintuplets 2000                      | 26 avril 2000      | 403                |
| 53 | 5  | Cartman s'inscrit à la NAMBLA Cartman adhère à la NAMBLA | Cartman Joins NAMBLA                  | 21 juin 2000       | 406                |
| 54 | 6  | Tampons en cheveux de Cherokee                           | Cherokee Hair Tampons                 | 28 juin 2000       | 407                |
| 55 | 7  | Chef pète les plombs                                     | Chef Goes Nanners                     | 5 juillet 2000     | 408                |
| 56 | 8  | Un truc qu'on peut faire avec le doigt                   | Something You Can Do with Your Finger | 12 juillet 2000    | 409                |
| 57 | 9  | Les handicapés vont-ils en enfer ? (partie 1)            | Do the Handicapped Go to Hell?        | 19 juillet 2000    | 410                |
| 58 | 10 | Probablement ! (partie 2)                                | Probably                              | 26 juillet 2000    | 411                |
| 59 | 11 | CM1                                                      | 4th Grade                             | 8 novembre 2000    | 412                |
| 60 | 12 | Le Super-Classeur                                        | Trapper Keeper                        | 15 novembre 2000   | 413                |
| 61 | 13 | Thanksgiving                                             | Helen Keller! The Musical             | 22 novembre 2000   | 414                |
| 62 | 14 | Pip Les Grandes Espérances                               | Pip Great Expectations                | 29 novembre 2000   | 405                |
| 63 | 15 | Camp de régime                                           | Fat Camp                              | 6 décembre 2000    | 415                |
| 64 | 16 | Le Mot en « M »                                          | The Wacky Molestation Adventure       | 13 décembre 2000   | 416                |
| 65 | 17 | Le Cycle du caca                                         | A Very Crappy Christmas               | 20 décembre 2000   | 417                |

### Saison 5 (2001)
| No | #  | Titre français                                 | Titre original                        | Première diffusion | Code de production |
| -- | -- | ---------------------------------------------- | ------------------------------------- | ------------------ | ------------------ |
| 66 | 1  | Y'en a dans le ventilo                         | It Hits the Fan Shitesode             | 20 juin 2001       | 502                |
| 67 | 2  | Combat d'infirmes                              | Cripple Fight Cripple Fight!          | 27 juin 2001       | 503                |
| 68 | 3  | Les Super Meilleurs Potes                      | Super Best Friends                    | 4 juillet 2001     | 504                |
| 69 | 4  | Scott Tenorman doit mourir                     | Scott Tenorman Must Die               | 11 juillet 2001    | 501                |
| 70 | 5  | Terrance et Philippe : de tempêtes en naufrage | Terrance and Phillip: Behind the Blow | 18 juillet 2001    | 505                |
| 71 | 6  | CartmanLand                                    | Cartmanland                           | 25 juillet 2001    | 506                |
| 72 | 7  | Du bon usage du préservatif                    | Proper Condom Use                     | 1er août 2001      | 507                |
| 73 | 8  | Servietsky                                     | Towelie                               | 8 août 2001        | 508                |
| 74 | 9  | Oussama Ben Laden pue du cul                   | Osama bin Laden Has Farty Pants       | 7 novembre 2001    | 509                |
| 75 | 10 | Comment manger avec son cul                    | How to Eat with Your Butt             | 14 novembre 2001   | 510                |
| 76 | 11 | L'Engin                                        | The Entity                            | 21 novembre 2001   | 511                |
| 77 | 12 | Les riches débarquent                          | Here Comes the Neighborhood           | 28 novembre 2001   | 512                |
| 78 | 13 | Kenny se meurt                                 | Kenny Dies The Death of Kenny         | 5 décembre 2001    | 513                |
| 79 | 14 | L'épisode de Butters                           | Butters' Very Own Episode             | 12 décembre 2001   | 514                |

### Saison 6 (2002)
| No | #  | Titre français                                        | Titre original                                             | Première diffusion | Code de production |
| -- | -- | ----------------------------------------------------- | ---------------------------------------------------------- | ------------------ | ------------------ |
| 80 | 1  | Jared a le SIDA                                       | Jared Has Aides                                            | 6 mars 2002        | 602                |
| 81 | 2  | Asspen                                                | Asspen                                                     | 13 mars 2002       | 603                |
| 82 | 3  | Couillo-mentonite                                     | Freak Strike                                               | 20 mars 2002       | 601                |
| 83 | 4  | Le veau, c'est rigolo                                 | Fun with Veal                                              | 27 mars 2002       | 604                |
| 84 | 5  | La Bande-Annonce du nouveau Terrance et Philippe      | The New Terrance and Phillip Movie Trailer                 | 3 avril 2002       | 605                |
| 85 | 6  | Professeur Chaos (partie 1)                           | Professor Chaos                                            | 10 avril 2002      | 606                |
| 86 | 7  | Les Simpson l'ont déjà fait (partie 2)                | Simpsons Already Did It                                    | 26 juin 2002       | 607                |
| 87 | 8  | Les cathos, c'est chaud                               | Red Hot Catholic Love                                      | 3 juillet 2002     | 608                |
| 88 | 9  | Bérets gratos                                         | Free Hat                                                   | 10 juillet 2002    | 609                |
| 89 | 10 | Les seins de Bébé mettent en danger la société        | Bebe's Boobs Destroy Society                               | 17 juillet 2002    | 610                |
| 90 | 11 | Les enlèvements d'enfants, c'est pas marrant          | Child Abduction is Not Funny                               | 24 juillet 2002    | 611                |
| 91 | 12 | Une échelle pour aller au ciel                        | A Ladder to Heaven                                         | 6 novembre 2002    | 612                |
| 92 | 13 | Le Retour de la communauté de l'anneau des deux tours | The Return of the Fellowship of the Ring to the Two Towers | 13 novembre 2002   | 613                |
| 93 | 14 | Le Camp de la mort de tolérance                       | The Death Camp of Tolerance                                | 20 novembre 2002   | 614                |
| 94 | 15 | Le Plus Gros Connard de l'univers                     | The Biggest Douche in the Universe                         | 27 novembre 2002   | 615                |
| 95 | 16 | Mon Futur Moi et moi                                  | My Future Self n' Me                                       | 4 décembre 2002    | 616                |
| 96 | 17 | La Chute du traîneau rouge                            | Red Sleigh Down Christmas in Iraq                          | 11 décembre 2002   | 617                |

### Saison 7 (2003)
| No  | #  | Titre français               | Titre original                                                         | Première diffusion | Code de production |
| --- | -- | ---------------------------- | ---------------------------------------------------------------------- | ------------------ | ------------------ |
| 97  | 1  | Déprogrammé                  | Cancelled                                                              | 19 mars 2003       | 704                |
| 98  | 2  | Les Gangs de Denver          | Krazy Kripples                                                         | 26 mars 2003       | 702                |
| 99  | 3  | Papier toilette              | Toilet Paper                                                           | 2 avril 2003       | 703                |
| 100 | 4  | Plutôt du genre country      | I'm a Little Bit Country The South Park KICK-ASS 100th episode Special | 9 avril 2003       | 701                |
| 101 | 5  | Gros cul et tête de nœud     | Fat Butt and Pancake Head                                              | 16 avril 2003      | 705                |
| 102 | 6  | Les Petits Policiers         | Lil' Crime Stoppers                                                    | 23 avril 2003      | 706                |
| 103 | 7  | La Cupidité de l'homme rouge | Red Man's Greed                                                        | 30 avril 2003      | 707                |
| 104 | 8  | South Park est gay           | South Park Is Gay!                                                     | 22 octobre 2003    | 708                |
| 105 | 9  | Rock chrétien                | Christian Rock Hard                                                    | 29 octobre 2003    | 709                |
| 106 | 10 | Rencontre du troisième âge   | Grey Dawn                                                              | 5 novembre 2003    | 710                |
| 107 | 11 | Casa Bonita                  | Casa Bonita                                                            | 12 novembre 2003   | 711                |
| 108 | 12 | Tout sur les mormons         | All About Mormons All About the Mormons?                               | 19 novembre 2003   | 712                |
| 109 | 13 | Stop clopes                  | Butt Out                                                               | 3 décembre 2003    | 713                |
| 110 | 14 | Raisins                      | Raisins                                                                | 10 décembre 2003   | 714                |
| 111 | 15 | Noël au Canada               | It's Christmas in Canada Christmas in Canada? Christmas in Canada      | 17 décembre 2003   | 715                |

### Saison 8 (2004)
| No  | #  | Titre français                         | Titre original                                 | Première diffusion | Code de production |
| --- | -- | -------------------------------------- | ---------------------------------------------- | ------------------ | ------------------ |
| 112 | 1  | Les armes, c'est rigolo                | Good Times with Weapons                        | 17 mars 2004       | 801                |
| 113 | 2  | Les stéroïdes, ça déchire              | Up the Down Steroid                            | 24 mars 2004       | 803                |
| 114 | 3  | La Passion du Juif                     | The Passion of the Jew                         | 31 mars 2004       | 804                |
| 115 | 4  | On t'a niqué ta race                   | You Got F'd in the A You Got... You Got Served | 7 avril 2004       | 805                |
| 116 | 5  | Génial-O                               | Awesom-O                                       | 14 avril 2004      | 802                |
| 117 | 6  | Les Jefferson                          | The Jeffersons                                 | 21 avril 2004      | 807                |
| 118 | 7  | Les Gluants                            | Goobacks                                       | 28 avril 2004      | 806                |
| 119 | 8  | Poire à lavement et sandwich au caca   | Douche and Turd                                | 27 octobre 2004    | 808                |
| 120 | 9  | Le Supermarché des ténèbres            | Something Wall-Mart This Way Comes             | 3 novembre 2004    | 809                |
| 121 | 10 | Maternelle                             | Pre-School                                     | 10 novembre 2004   | 810                |
| 122 | 11 | Course à l'audience                    | Quest for Ratings                              | 17 novembre 2004   | 811                |
| 123 | 12 | Kit vidéo pour stupide pute trop gâtée | Stupid Spoiled Whore Video Playset             | 1er décembre 2004  | 812                |
| 124 | 13 | Le Don incroyable de Cartman           | Cartman's Incredible Gift                      | 8 décembre 2004    | 813                |
| 125 | 14 | Le Noël des petits animaux de la forêt | Woodland Critter Christmas                     | 15 décembre 2004   | 814                |

### Saison 9 (2005)
| No  | #  | Titre français                        | Titre original                         | Première diffusion | Code de production |
| --- | -- | ------------------------------------- | -------------------------------------- | ------------------ | ------------------ |
| 126 | 1  | Le Vagin tout neuf de M. Garrison     | Mr. Garrison's Fancy New Vagina        | 9 mars 2005        | 901                |
| 127 | 2  | Crève Hippie, crève !                 | Die Hippie, Die                        | 16 mars 2005       | 902                |
| 128 | 3  | Wing                                  | Wing                                   | 23 mars 2005       | 903                |
| 129 | 4  | Potes pour la vie                     | Best Friends Forever                   | 30 mars 2005       | 904                |
| 130 | 5  | La Fureur de perdre                   | The Losing Edge                        | 6 avril 2005       | 905                |
| 131 | 6  | La Mort d'Eric Cartman                | The Death of Eric Cartman              | 13 avril 2005      | 906                |
| 132 | 7  | Le Jour des érections                 | Erection Day                           | 20 avril 2005      | 907                |
| 133 | 8  | Deux jours avant le jour après demain | Two Days Before the Day After Tomorrow | 19 octobre 2005    | 908                |
| 134 | 9  | Marjorine                             | Marjorine                              | 26 octobre 2005    | 909                |
| 135 | 10 | Suivez cet œuf !                      | Follow That Egg!                       | 2 novembre 2005    | 910                |
| 136 | 11 | Les Rouquins                          | Ginger Kids                            | 9 novembre 2005    | 911                |
| 137 | 12 | Piégé dans le placard                 | Trapped in the Closet                  | 16 novembre 2005   | 912                |
| 138 | 13 | Sauvez Wilzy-X                        | Free Willzyx                           | 30 novembre 2005   | 913                |
| 139 | 14 | Bloody Mary                           | Bloody Mary                            | 7 décembre 2005    | 914                |

### Saison 10 (2006)
| No  | #  | Titre français                     | Titre original              | Première diffusion | Code de production |
| --- | -- | ---------------------------------- | --------------------------- | ------------------ | ------------------ |
| 140 | 1  | Le Retour de Chef                  | The Return of Chef          | 22 mars 2006       | 1001               |
| 141 | 2  | Danger Snobfog                     | Smug Alert!                 | 29 mars 2006       | 1002               |
| 142 | 3  | Cartoon Wars I (partie 1)          | Cartoon Wars Part I         | 5 avril 2006       | 1003               |
| 143 | 4  | Cartoon Wars II (partie 2)         | Cartoon Wars Part II        | 12 avril 2006      | 1004               |
| 144 | 5  | Un million de petites fibres       | A Million Little Fibers     | 19 avril 2006      | 1005               |
| 145 | 6  | Homoursporc                        | ManBearPig                  | 26 avril 2006      | 1006               |
| 146 | 7  | Tsst !                             | Tsst The Dog Whisperer      | 3 mai 2006         | 1007               |
| 147 | 8  | Make Love, Not Warcraft            | Make Love, Not Warcraft     | 4 octobre 2006     | 1008               |
| 148 | 9  | Le Mystère du caca dans l'urinoir  | Mystery of the Urinal Deuce | 11 octobre 2006    | 1009               |
| 149 | 10 | La Maîtresse de Ike                | Miss Teacher Bangs a Boy    | 18 octobre 2006    | 1010               |
| 150 | 11 | L'Enfer sur Terre 2006             | Hell on Earth 2006          | 25 octobre 2006    | 1011               |
| 151 | 12 | Vas-y Dieu ! Vas-y ! I (partie 1)  | Go God Go                   | 1er novembre 2006  | 1012               |
| 152 | 13 | Vas-y Dieu ! Vas-y ! II (partie 2) | Go God Go XII               | 8 novembre 2006    | 1013               |
| 153 | 14 | La Coupe Stanley                   | Stanley's Cup               | 15 novembre 2006   | 1014               |

### Saison 11 (2007)
| No  | #  | Titre français                                                           | Titre original                                        | Première diffusion | Code de production |
| --- | -- | ------------------------------------------------------------------------ | ----------------------------------------------------- | ------------------ | ------------------ |
| 154 | 1  | Avec nos excuses à Jesse Jackson                                         | With Apologies to Jesse Jackson                       | 7 mars 2007        | 1101               |
| 155 | 2  | La Photo                                                                 | Cartman Sucks                                         | 14 mars 2007       | 1102               |
| 156 | 3  | Les Poux                                                                 | Lice Capades                                          | 21 mars 2007       | 1103               |
| 157 | 4  | Chattomique                                                              | The Snuke                                             | 28 mars 2007       | 1104               |
| 158 | 5  | Le Fantastique Mystère de Pâques                                         | Fantastic Easter Special                              | 4 avril 2007       | 1105               |
| 159 | 6  | G-Win !                                                                  | D-Yikes!                                              | 11 avril 2007      | 1106               |
| 160 | 7  | La Nuit des clochards vivants                                            | Night of the Living Homeless                          | 18 avril 2007      | 1107               |
| 161 | 8  | Le Petit Tourette                                                        | Le Petit Tourette                                     | 3 octobre 2007     | 1108               |
| 162 | 9  | Gros Caca                                                                | More Crap                                             | 10 octobre 2007    | 1109               |
| 163 | 10 | Imaginationland : Épisode 1 Kyle suce les couilles de Cartman (partie 1) | Imaginationland Episode I Kyle Sucks Cartman's Balls  | 17 octobre 2007    | 1110               |
| 164 | 11 | Imaginationland : Épisode 2 (partie 2)                                   | Imaginationland Episode II The Drying of the Balls    | 24 octobre 2007    | 1111               |
| 165 | 12 | Imaginationland : Épisode 3 (partie 3)                                   | Imaginationland Episode III Moistening of the Scrotum | 31 octobre 2007    | 1112               |
| 166 | 13 | Guitare Zéro                                                             | Guitar Queer-O                                        | 7 novembre 2007    | 1113               |
| 167 | 14 | La Liste                                                                 | The List                                              | 14 novembre 2007   | 1114               |

### Saison 12 (2008)
| No  | #  | Titre français                    | Titre original            | Première diffusion | Code de production |
| --- | -- | --------------------------------- | ------------------------- | ------------------ | ------------------ |
| 168 | 1  | Amygdales                         | Tonsil Trouble            | 12 mars 2008       | 1201               |
| 169 | 2  | Le Nouveau Look de Britney        | Britney's New Look        | 19 mars 2008       | 1202               |
| 170 | 3  | Planète Gros Nibards              | Major Boobage             | 26 mars 2008       | 1203               |
| 171 | 4  | Canada en grève                   | Canada On Strike          | 2 avril 2008       | 1204               |
| 172 | 5  | Ciel, une quéquette !             | Eek, A Penis!             | 9 avril 2008       | 1205               |
| 173 | 6  | Y'a plus Internet                 | Over Logging              | 16 avril 2008      | 1206               |
| 174 | 7  | Un épisode chez les cow-boys      | Super Fun Time            | 23 avril 2008      | 1207               |
| 175 | 8  | Le Ploblème chinois               | The China Probrem         | 8 octobre 2008     | 1208               |
| 176 | 9  | Le Combat                         | Breast Cancer Show Ever   | 15 octobre 2008    | 1209               |
| 177 | 10 | Pandémie (partie 1)               | Pandemic                  | 22 octobre 2008    | 1210               |
| 178 | 11 | Pandémie 2, La Terreur (partie 2) | Pandemic 2: The Startling | 29 octobre 2008    | 1211               |
| 179 | 12 | À propos d'hier soir…             | About Last Night…         | 5 novembre 2008    | 1212               |
| 180 | 13 | Elementary School Musical         | Elementary School Musical | 12 novembre 2008   | 1213               |
| 181 | 14 | L'Impunissable                    | The Ungroundable          | 19 novembre 2008   | 1214               |

### Saison 13 (2009)
| No  | #  | Titre français                   | Titre original        | Première diffusion | Code de production |
| --- | -- | -------------------------------- | --------------------- | ------------------ | ------------------ |
| 182 | 1  | La Bague                         | The Ring              | 11 mars 2009       | 1301               |
| 183 | 2  | Le Coon                          | The Coon              | 18 mars 2009       | 1302               |
| 184 | 3  | Margaritaville                   | Margaritaville        | 25 mars 2009       | 1303               |
| 185 | 4  | Mange, prie et froute            | Eat, Pray, Queef      | 01 avril 2009      | 1304               |
| 186 | 5  | Bite au nez de poisson           | Fishsticks            | 08 avril 2009      | 1305               |
| 187 | 6  | Le Derby de Pinewood             | Pinewood Derby        | 15 avril 2009      | 1306               |
| 188 | 7  | Barbobèse                        | Fatbeard              | 22 avril 2009      | 1307               |
| 189 | 8  | Vedettes mortes                  | Dead Celebrities      | 07 octobre 2009    | 1308               |
| 190 | 9  | La Meilleure Gagneuse de Butters | Butters' Bottom Bitch | 14 octobre 2009    | 1309               |
| 191 | 10 | Catch                            | W.T.F                 | 21 octobre 2009    | 1310               |
| 192 | 11 | Putain de baleines !             | Whale Whores          | 28 octobre 2009    | 1311               |
| 193 | 12 | Fiottes                          | The F Word            | 4 novembre 2009    | 1312               |
| 194 | 13 | Danse avec les Schtroumpfs       | Dances with Smurfs    | 11 novembre 2009   | 1313               |
| 195 | 14 | Pipi                             | Pee                   | 18 novembre 2009   | 1314               |

### Saison 14 (2010)
| No  | #  | Titre français                                | Titre original                    | Première diffusion | Code de production |
| --- | -- | --------------------------------------------- | --------------------------------- | ------------------ | ------------------ |
| 196 | 1  | Guérison sexuelle                             | Sexual Healing                    | 17 mars 2010       | 1401               |
| 197 | 2  | L'Histoire de Scrotie McMorvoburnes           | The Tale of Scrotie McBoogerballs | 24 mars 2010       | 1402               |
| 198 | 3  | Medicinal Fried Chicken                       | Medicinal Fried Chicken           | 31 mars 2010       | 1403               |
| 199 | 4  | Vous avez 0 ami                               | You Have 0 Friends                | 7 avril 2010       | 1404               |
| 200 | 5  | Titre français inconnu                        | 200 (partie 1)                    | 14 avril 2010      | 1405               |
| 201 | 6  | Titre français inconnu                        | 201 (partie 2)                    | 21 avril 2010      | 1406               |
| 202 | 7  | Été handicapé                                 | Crippled Summer                   | 28 avril 2010      | 1407               |
| 203 | 8  | Pauvre et stupide                             | Poor and Stupid                   | 6 octobre 2010     | 1408               |
| 204 | 9  | C'est un truc new-jersien                     | It's a Jersey Thing               | 13 octobre 2010    | 1409               |
| 205 | 10 | Inseption, m'voyez                            | Insheeption                       | 20 octobre 2010    | 1410               |
| 206 | 11 | Captain Konstadt (partie 1)                   | Coon 2 : Hindsight                | 27 octobre 2010    | 1411               |
| 207 | 12 | L'Éveil de Mystérion (partie 2)               | Mysterion Rises                   | 3 novembre 2010    | 1412               |
| 208 | 13 | Le Coon contre le Coon et sa bande (partie 3) | Coon vs. Coon & Friends           | 10 novembre 2010   | 1413               |
| 209 | 14 | Crème Fraîche                                 | Crème Fraiche                     | 17 novembre 2010   | 1414               |

### Saison 15 (2011)
| No  | #  | Titre français                          | Titre original                  | Première diffusion | Code de production |
| --- | -- | --------------------------------------- | ------------------------------- | ------------------ | ------------------ |
| 210 | 1  | Humancenti-Pad                          | HUMANCENTiPAD                   | 27 avril 2011      | 1501               |
| 211 | 2  | La machine à rigoler                    | Funnybot                        | 4 mai 2011         | 1502               |
| 212 | 3  | Pudding Royal                           | Royal Pudding                   | 11 mai 2011        | 1503               |
| 213 | 4  | Taille du Membre Indexée                | T.M.I.                          | 18 mai 2011        | 1504               |
| 214 | 5  | Association Sportive des Bébés du Crack | Crack Baby Athletic Association | 25 mai 2011        | 1505               |
| 215 | 6  | City Sushi                              | City Sushi                      | 1 juin 2011        | 1506               |
| 216 | 7  | État de trou du cul cynique (partie 1)  | You're Getting Old              | 8 juin 2011        | 1507               |
| 217 | 8  | Chiasse burger (partie 2)               | Ass Burgers                     | 5 octobre 2011     | 1508               |
| 218 | 9  | Le Dernier des Méhicains                | The Last of the Meheecans       | 12 octobre 2011    | 1509               |
| 219 | 10 | Le Retour de Lemmiwinks                 | Bass to Mouth                   | 19 octobre 2011    | 1510               |
| 220 | 11 | Le secret de Broadway                   | Broadway Bro Down               | 26 octobre 2011    | 1511               |
| 221 | 12 | 1%                                      | 1%                              | 2 novembre 2011    | 1512               |
| 222 | 13 | Thanksgiving sur History Channel        | A History Channel Thanksgiving  | 9 novembre 2011    | 1513               |
| 223 | 14 | Le plus pauvre de l'école               | The Poor Kid                    | 16 novembre 2011   | 1514               |

### Saison 16 (2012)
| No  | #  | Titre français                               | Titre original                     | Première diffusion | Code de production |
| --- | -- | -------------------------------------------- | ---------------------------------- | ------------------ | ------------------ |
| 224 | 1  | Chiottes mortelles                           | Reverse Cowgirl                    | 14 mars 2012       | 1601               |
| 225 | 2  | Bijoux de famille                            | Cash for Gold                      | 21 mars 2012       | 1602               |
| 226 | 3  | Nibarding                                    | Faith Hilling                      | 28 mars 2012       | 1603               |
| 227 | 4  | Chupaquhébreux                               | Jewpacabra                         | 5 avril 2012       | 1604               |
| 228 | 5  | Couilles molles                              | Butterballs                        | 12 avril 2012      | 1605               |
| 229 | 6  | Je n'aurais jamais dû faire de la tyrolienne | I Should Have Never Gone Ziplining | 19 avril 2012      | 1606               |
| 230 | 7  | L'amour selon Cartman                        | Cartman Finds Love                 | 25 avril 2012      | 1607               |
| 231 | 8  | Sarcastaball                                 | Sarcastaball                       | 26 septembre 2012  | 1608               |
| 232 | 9  | Toujours plus bas                            | Raising the Bar                    | 3 octobre 2012     | 1609               |
| 233 | 10 | Insécurité                                   | Insecurity                         | 10 octobre 2012    | 1610               |
| 234 | 11 | Le Hapa Loa de Butters                       | Going Native                       | 17 octobre 2012    | 1611               |
| 235 | 12 | Cauchemar sur Face Time                      | A Nightmare on Face Time           | 24 octobre 2012    | 1612               |
| 236 | 13 | Un bracelet pour une cause                   | A Scause for Applause              | 31 octobre 2012    | 1613               |
| 237 | 14 | Obama a gagné                                | Obama Wins!                        | 7 novembre 2012    | 1614               |

### Saison 17 (2013)
| No  | #  | Titre français                          | Titre original                  | Première diffusion | Code de production |
| --- | -- | --------------------------------------- | ------------------------------- | ------------------ | ------------------ |
| 238 | 1  | Tête de nœud                            | Let Go, Let Gov                 | 25 septembre 2013  | 1701               |
| 239 | 2  | Porno meurtre informatif                | Informative Murder Porn         | 2 octobre 2013     | 1702               |
| 240 | 3  | World War Zimmerman                     | World War Zimmerman             | 9 octobre 2013     | 1703               |
| 241 | 4  | Les Gothiques 3 : L'Aurore des frimeurs | Goth Kids 3: Dawn of the Posers | 23 octobre 2013    | 1704               |
| 242 | 5  | Reluire la plotte                       | Taming Strange                  | 30 octobre 2013    | 1705               |
| 243 | 6  | Vache rouquemoute                       | Ginger Cow                      | 6 novembre 2013    | 1706               |
| 244 | 7  | Black Friday (partie 1)                 | Black Friday                    | 13 novembre 2013   | 1707               |
| 245 | 8  | Le Trône de Fion (partie 2)             | A Song of Ass and Fire          | 20 novembre 2013   | 1708               |
| 246 | 9  | Tétons et dragons (partie 3)            | Titties and Dragons             | 4 décembre 2013    | 1709               |
| 247 | 10 | Le Hobbit                               | The Hobbit                      | 11 décembre 2013   | 1710               |

### Saison 18 (2014)
| No  | #  | Titre français          | Titre original      | Première diffusion | Code de production |
| --- | -- | ----------------------- | ------------------- | ------------------ | ------------------ |
| 248 | 1  | Va te faire financer    | Go Fund Yourself    | 24 septembre 2014  | 1801               |
| 249 | 2  | Ebola sans gluten       | Gluten Free Ebola   | 1er octobre 2014   | 1802               |
| 250 | 3  | Phénomène Transgenre    | The Cissy           | 8 octobre 2014     | 1803               |
| 251 | 4  | Handicar                | Handicar            | 15 octobre 2014    | 1804               |
| 252 | 5  | Le buisson ardent       | The Magic Bush      | 29 octobre 2014    | 1805               |
| 253 | 6  | Jeux gratuits payants   | Freemium Isn't Free | 5 novembre 2014    | 1806               |
| 254 | 7  | Réalité augmentée       | Grounded Vindaloop  | 12 novembre 2014   | 1807               |
| 255 | 8  | Cock Magic              | Cock Magic          | 19 novembre 2014   | 1808               |
| 256 | 9  | #RT (partie 1)          | #REHASH             | 3 décembre 2014    | 1809               |
| 257 | 10 | #Hologrammes (partie 2) | #HappyHolograms     | 10 décembre 2014   | 1810               |

### Saison 19 (2015)
| No  | #  | Titre français                               | Titre original             | Première diffusion | Code de production |
| --- | -- | -------------------------------------------- | -------------------------- | ------------------ | ------------------ |
| 258 | 1  | Magnifique et courageuse                     | Stunning and Brave         | 16 septembre 2015  | 1901               |
| 259 | 2  | Où est passé mon pays ?                      | Where My Country Gone?     | 23 septembre 2015  | 1902               |
| 260 | 3  | Une ville idéale                             | The City Part of Town      | 30 septembre 2015  | 1903               |
| 261 | 4  | On accepte pas les critiques                 | You're Not Yelping         | 14 octobre 2015    | 1904               |
| 262 | 5  | Dans ma bulle                                | Safe Space                 | 21 octobre 2015    | 1905               |
| 263 | 6  | Tweek et Craig                               | Tweek x Craig              | 28 octobre 2015    | 1906               |
| 264 | 7  | Les Méchants ninjas (partie 1)               | Naughty Ninjas             | 11 novembre 2015   | 1907               |
| 265 | 8  | Contenu de marque (partie 2)                 | Sponsored Content          | 18 novembre 2015   | 1908               |
| 266 | 9  | La vérité sur les publicités (partie 3)      | Truth and Advertising      | 2 décembre 2015    | 1909               |
| 267 | 10 | Le jugement final de Principal PC (partie 4) | PC Principal Final Justice | 9 décembre 2015    | 1910               |

### Saison 20 (2016)
| No  | #  | Titre français                                   | Titre original                         | Première diffusion | Code de production |
| --- | -- | ------------------------------------------------ | -------------------------------------- | ------------------ | ------------------ |
| 268 | 1  | Rappel-baies (partie 1)                          | Member Berries                         | 14 septembre 2016  | 2001               |
| 269 | 2  | Chasse aux garces (partie 2)                     | Skank Hunt                             | 21 septembre 2016  | 2002               |
| 270 | 3  | Les Âmes perdues (partie 3)                      | The Damned                             | 28 septembre 2016  | 2003               |
| 271 | 4  | Les Zizis sont de sortie (partie 4)              | Wieners Out                            | 12 octobre 2016    | 2004               |
| 272 | 5  | Une Pâtisserie pour les Danois (partie 5)        | Douche And A Danish                    | 19 octobre 2016    | 2005               |
| 273 | 6  | Fort Collins (partie 6)                          | Fort Collins                           | 26 octobre 2016    | 2006               |
| 274 | 7  | Oh, punaise ! (partie 7)                         | Oh, Jeez                               | 9 novembre 2016    | 2007               |
| 275 | 8  | Club V.I.Baies (partie 8)                        | Members Only                           | 16 novembre 2016   | 2008               |
| 276 | 9  | Pas drôle (partie 9)                             | Not Funny                              | 30 novembre 2016   | 2009               |
| 277 | 10 | Rien ne sera plus jamais comme avant (partie 10) | The End of Serialization as We Know It | 7 décembre 2016    | 2010               |

### Saison 21 (2017)
| No  | #  | Titre français                       | Titre original                      | Première diffusion | Code de production |
| --- | -- | ------------------------------------ | ----------------------------------- | ------------------ | ------------------ |
| 278 | 1  | Des blancs qui rénovent des maisons  | White People Renovating Houses      | 13 septembre 2017  | 2101               |
| 279 | 2  | Raccrochez                           | Put It Down                         | 20 septembre 2017  | 2102               |
| 280 | 3  | Le Jour de Christophe Colomb         | Holiday Special                     | 27 septembre 2017  | 2103               |
| 281 | 4  | Le Prequel du Coon et sa bande       | Franchise Prequel                   | 11 octobre 2017    | 2104               |
| 282 | 5  | Hummel et Héroïne                    | Hummels & Heroin                    | 18 octobre 2017    | 2105               |
| 283 | 6  | Fils de Potter                       | Sons A Witches                      | 25 octobre 2017    | 2106               |
| 284 | 7  | Mensonges et Trahisons               | Doubling Down                       | 8 novembre 2017    | 2107               |
| 285 | 8  | Tardigrades                          | Moss Piglets                        | 15 novembre 2017   | 2108               |
| 286 | 9  | Super Principale adjointe (partie 1) | SUPER HARD PCness Super Hard PCness | 29 novembre 2017   | 2109               |
| 287 | 10 | Tomates écrabouillées (partie 2)     | Splatty Tomato                      | 6 décembre 2017    | 2110               |

### Saison 22 (2018)
| No  | #  | Titre français                  | Titre original         | Première diffusion | Code de production |
| --- | -- | ------------------------------- | ---------------------- | ------------------ | ------------------ |
| 288 | 1  | Enfants morts                   | Dead Kids              | 26 septembre 2018  | 2201               |
| 289 | 2  | Un garçon et un prêtre          | A Boy and a Priest     | 3 octobre 2018     | 2202               |
| 290 | 3  | Un problème de caca             | The Problem with a Poo | 10 octobre 2018    | 2203               |
| 291 | 4  | Tégrité                         | Tegridy Farms          | 17 octobre 2018    | 2204               |
| 292 | 5  | Les Trottinettes                | The Scoots             | 1 novembre 2018    | 2205               |
| 293 | 6  | Un peu de sérieuxe (partie 1)   | Time To Get Cereal     | 8 novembre 2018    | 2206               |
| 294 | 7  | Vous êtes sérieuxe ? (partie 2) | Nobody Got Cereal?     | 15 novembre 2018   | 2207               |
| 295 | 8  | Bouddha Box                     | Buddha Box             | 28 novembre 2018   | 2208               |
| 296 | 9  | Pas livré (partie 1)            | Unfulfilled            | 5 décembre 2018    | 2209               |
| 297 | 10 | La Parade à vélo (partie 2)     | Bike Parade            | 12 décembre 2018   | 2210               |

### Saison 23 (2019)
| No  | #  | Titre français                         | Titre original                  | Première diffusion | Code de production |
| --- | -- | -------------------------------------- | ------------------------------- | ------------------ | ------------------ |
| 298 | 1  | Le Joker mexicain                      | Mexican Joker                   | 25 septembre 2019  | 2301               |
| 299 | 2  | À l'assaut de la Chine                 | Band in China                   | 2 octobre 2019     | 2302               |
| 300 | 3  | Piqûres !!!                            | Shots!!!                        | 9 octobre 2019     | 2303               |
| 301 | 4  | Burger Purée                           | Let Them Eat Goo                | 16 octobre 2019    | 2304               |
| 302 | 5  | Spéciale Halloween de la Ferme Tégrité | Tegridy Farms Halloween Special | 30 octobre 2019    | 2305               |
| 303 | 6  | Fin de saison                          | Season Finale                   | 6 novembre 2019    | 2306               |
| 304 | 7  | Jeux de filles                         | Board Girls                     | 13 novembre 2019   | 2307               |
| 305 | 8  | Voleurs de caca                        | Turd Burglars                   | 27 novembre 2019   | 2308               |
| 306 | 9  | Télévision par câble                   | Basic Cable                     | 4 décembre 2019    | 2309               |
| 307 | 10 | La neige de Noël                       | Christmas Snow                  | 11 décembre 2019   | 2310               |

### Saison 24 (2020-2021)
| No  | # | Titre français      | Titre original                 | Première diffusion | Code de production |
| --- | - | ------------------- | ------------------------------ | ------------------ | ------------------ |
| 308 | 1 | Spécial Pandémie    | The Pandemic Special           | 30 septembre 2020  | 2401               |
| 309 | 2 | Spécial Vaccination | South ParQ Vaccination Special | 10 mars 2021       | 2402               |

#### Spéciaux (2021)
| No  | # | Titre français                             | Titre original                              | Première diffusion |
| --- | - | ------------------------------------------ | ------------------------------------------- | ------------------ |
| 310 | 1 | South Park: Post Covid                     | South Park: Post Covid                      | 25 novembre 2021   |
| 311 | 2 | South Park: Post Covid: Le Retour du Covid | South Park: Post Covid: The Return of Covid | 16 décembre 2021   |

### Saison 25 (2022)
| No  | # | Titre français                        | Titre original                           | Première diffusion | Code de production |
| --- | - | ------------------------------------- | ---------------------------------------- | ------------------ | ------------------ |
| 312 | 1 | Journée pyjama                        | Pajama Day                               | 2 février 2022     | 2501               |
| 313 | 2 | La Grande Réparation                  | The Big Fix                              | 9 février 2022     | 2502               |
| 314 | 3 | Citadins                              | City People                              | 16 février 2022    | 2503               |
| 315 | 4 | Retour à la guerre froide             | Back to the Cold War                     | 2 mars 2022        | 2504               |
| 316 | 5 | Aidez-moi, mon ado me deteste         | Help, My Teenager Hates Me!              | 9 mars 2022        | 2505               |
| 317 | 6 | Authenti-shité spéciale Saint-Patrick | Credigree Weed St. Patrick's Day Special | 16 mars 2022       | 2506               |

#### Spéciaux (2022)
| No  | # | Titre français                       | Titre original                        | Première diffusion |
| --- | - | ------------------------------------ | ------------------------------------- | ------------------ |
| 318 | 1 | South Park The Streaming Wars        | South Park: The Streaming Wars        | 1er juin 2022      |
| 319 | 2 | South Park The Streaming Wars Part 2 | South Park: The Streaming Wars Part 2 | 13 juillet 2022    |

### Saison 26 (2023-2024)
| No  | # | Titre français                                    | Titre original             | Première diffusion | Code de production |
| --- | - | ------------------------------------------------- | -------------------------- | ------------------ | ------------------ |
| 320 | 1 | CupiYe                                            | Cupid Ye                   | 8 février 2023     | 2601               |
| 321 | 2 | Tournée mondiale pour le respect de la vie privée | The Worldwide Privacy Tour | 15 février 2023    | 2602               |
| 322 | 3 | Cagoinces                                         | Japanese Toilet            | 1er mars 2023      | 2603               |
| 323 | 4 | Apprentissage bien profond                        | Deep Learning              | 8 mars 2023        | 2604               |
| 324 | 5 | Saucisses en fête                                 | DiKimble’s Hot Dogs        | 22 mars 2023       | 2605               |
| 325 | 6 | Spring Break                                      | Spring Break               | 29 mars 2023       | 2606               |

#### Spéciaux (2023-2024)
| No  | # | Titre français                           | Titre original                        | Première diffusion |
| --- | - | ---------------------------------------- | ------------------------------------- | ------------------ |
| 326 | 1 | South Park : Joining the Panderverse     | South Park: Joining the Panderverse   | 27 octobre 2023    |
| 327 | 2 | South Park (Ne convient pas aux enfants) | South Park: Not suitable for children | 20 décembre 2023   |
| 328 | 3 | South Park : La Fin de l'Obésité         | South Park: The End of Obesity        | 24 mai 2024        |

### Saison 27 (2025)
| No  | # | Titre français         | Titre original       | Première diffusion | Code de production |
| --- | - | ---------------------- | -------------------- | ------------------ | ------------------ |
| 329 | 1 | Sermon sur la montagne | Sermon on the 'Mount | 23 juillet 2025    | 2701               |
| 330 | 2 | Gagner sa croute       | Got a Nut            | 6 août 2025        | 2702               |

## Classements et programmations
Il y eut deux votes sur le site web de Comedy Central afin que les fans choisissent leurs épisodes préférés qui furent ensuite diffusés lors de marathons télévisés.

### Les meilleurs moments de Cartman
Un marathon centré sur le personnage d'Eric Cartman a été diffusé. les épisodes furent choisis par votes sur le site de Comedy Central. Ces épisodes furent diffusés les 14, 15 et 16 octobre 2005.
1. (1 - 1) - Cartman a une sonde anale
2. (1 - 2) - Muscle Plus 4000
3. (1 - 7) - Conjonctivite
4. (1 - 8) - Le Petit Éthernopien
5. (1 - 13) - La mère de Cartman est une folle du cul
6. (2 - 3) - Le Charmeur de poules
7. (2 - 13) - Les Journées vaches
8. (3 - 2) - Combustion spontanée
9. (3 - 3) - La Maman de Chef
10. (3 - 14) - Médaille de connerie avec palme
11. (4 - 5) - Cartman s'inscrit à la NAMBLA
12. (5 - 4) - Scott Tenorman doit mourir
13. (5 - 6) - CartmanLand
14. (6 - 3) - Couillo-mentonite
15. (6 - 7) - Les Simpson l'ont déjà fait
16. (6 - 8) - Les cathos, c'est chaud
17. (7 - 5) - Gros Cul et Tête de nœud
18. (7 - 9) - Rock chrétien
19. (7 - 11) - Casa Bonita
20. (8 - 5) - Génial-O
21. (8 - 2) - Les Stéroïdes, ça déchire
22. (8 - 3) - La Passion du Juif
23. (8 - 6) - Les Jefferson
24. (9 - 2) - Crève Hippie, crève !
25. (9 - 6) - La Mort d'Eric Cartman
26. (10 - 10) - La Maîtresse de Ike
27. (11 - 8) - Le Petit Tourette

### Les Hits
Pour les dix ans de la série, Comedy Central a sorti un DVD intitulé South Park the Hits. avec « les dix épisodes préférés de Matt et Trey, quatre épisodes préférés des fans et, pour la toute première fois, les courts métrages L'Esprit de Noël ».
Les épisodes sur le DVD sont :
- (8- 5) - Génial-O
- (9- 4) - Potes pour la vie
- (7-11) - Casa Bonita
- (8- 1) - Les armes, c'est rigolo
- (6- 8) - Les cathos, c'est chaud
- (6-13) - Le Retour de la communauté de l'anneau des deux tours
- (5- 4) - Scott Tenorman doit mourir
- (8-12) - Kit vidéo pour stupide pute trop gâtée
- (5- 8) - Servietsky
- (9-12) - Piégé dans le placard

### Les épisodes qui ont changé le monde
Comedy Central a diffusé dix épisodes qui, selon la chaîne, « ont changé le monde ».
1. (10-1) - Le Retour de Chef
2. (6- 8) - Les cathos, c'est chaud
3. (8- 3) - La Passion du Juif
4. (7- 8) - South Park est gay
5. (2- 2) - La mère de Cartman est toujours une folle du cul
6. (4- 3) - Timmy
7. (9- 4) - Potes pour la vie
8. (5- 1) - Y'en a dans le ventilo
9. (1- 1) - Cartman a une sonde anale
10. (9-12) - Piégé dans le placard
11. (14-5) - 200
12. (14-6) - 201

### Le Top 10 de Paramount Comedy
Les téléspectateurs ont voter pour un Top 10 de leurs épisodes préfères sur le site internet de Paramount Comedy (la chaîne qui diffuse la série au Royaume-Uni et en Irlande). Les votes furent clos le 20 avril 2007 et les 10 épisodes gagnants sont diffusés le 5 et 6 mai 2007.
Les épisodes Piégé dans le placard et Les Super Meilleurs Potes ne pouvait pas être choisis à cause des controverses sur la Scientologie et sur Mahomet.
1. (10- 8) - Make Love, Not Warcraft
2. (5- 4) - Scott Tenorman doit mourir
3. (8- 1) - Les Armes, c'est rigolo
4. (1- 1) - Cartman a une sonde anale
5. (8- 5) - Génial-O
6. (2- 3) - Le Charmeur de poules
7. (8- 6) - Les Jefferson
8. (5- 2) - Combat d'infirmes
9. (10-10) - La Maîtresse de Ike
10. (1-13) - La mère de Cartman est une folle du cul